# Bruno Kovačić
Bruno Kovačić (ur. 29 stycznia 1967 w Zagrzebiu) – chorwacki gitarzysta, muzyk.

## Dyskografia
- Kao svi drugi ljudi 2001